# سایوز تی‌ام-۳۰
سایوز-تی‌ام-۳۰ (به روسی: Союз )(به معنای اتحاد) سی‌امین و آخرین مأموریت سرنشین دار سازمان ملی فضانوردی روسیه به سمت ایستگاه فضایی میر محسوب می‌شود. در طول این مأموریت ۲ فضاپیمای پشتیبانی پروگرس به ایستگاه متصل شدند.

این مأموریت نخستین مأموریت فضایی انجام شده است که با سرمایه‌گذاری یک شرکت خصوصی در تاریخ هوافضا انجام گرفته. بنیاد فضایی شرکت میر تصمیم داشت ایستگاه فضایی میر را که در انتهای عمر عملیاتی خود قرار داشت را احیا کند. همچنین برای اولین بار در تاریخ هوافضا، پرتاب سفینه‌های پشتیبانی توسط شرکت خصوصی میر کورپوریشن و در حین این مأموریت انجام گرفت. تلاش فضانوردان سایوز تی‌ام-۳۰ برای احیای کامل ایستگاه میر موفقیت‌آمیز نبود ولی منجر به حفظ این ایستگاه تا حدود ۱ سال دیگر در مدار شد. در نهایت تلاش‌های این شرکت برای بقای ایستگاه فضایی میر به خاطر مشکلات مالی به نتیجه نرسید.

## خدمه مأموریت
| شماره | نام            | ملیت  | تعداد پرواز | نقش عملیاتی | تصویر |
| ۱     | سرگئی زالیوتین | روسیه | ۱           | فرمانده     |       |
| ۲     | الکساندر کالری | روسیه | ۳           | مهندس پرواز |       |